# Бергельмір (супутник)
Бергельмір, також Сатурн XXXVIII (лат. Bergelmir, давньоскан. Bergelmir) — сорок шостий за віддаленістю від планети природний супутник Сатурна. Відкритий 12 грудня 2004 року Скоттом Шеппардом, Девідом Джевіттом і Дженом Кліна.
Назву супутник отримав у квітні 2007 року. У скандинавській міфології Бергельмір — велетень, син Трудгельміра, онук Іміра, єдиний велетень, який вижив після вбивства Іміра, став засновником нового роду йотунів.
Бергельмір належить до скандинавської групи нерегулярних супутників Сатурна (підгрупа Скаді).

## Корисні посилання
- Супутники Сатурна. Дані Інституту астрономії [Архівовано 6 жовтня 2011 у WebCite](англ.)
- Циркуляр МАС №8523: Нові супутники Сатурна[недоступне посилання з лютого 2019] (оголошення про відкриття) (англ.)
- Циркуляр МАС №8826: Назви нових супутників Сатурна і Юпітера[недоступне посилання з лютого 2019](англ.)
- Електронний циркуляр ЦМП №2005-J13: Дванадцять нових супутників Сатурна [Архівовано 29 травня 2012 у Archive.is](англ.)